# 5-メチルインドール
5-メチルインドール(5-methylindole)は、化学式がC9H9Nで表される刺激性のある有機化合物である。プロテインキナーゼのビスインドール系酵素阻害剤のスタウロスポリンなどの合成に使われている。